# 十二殖民地

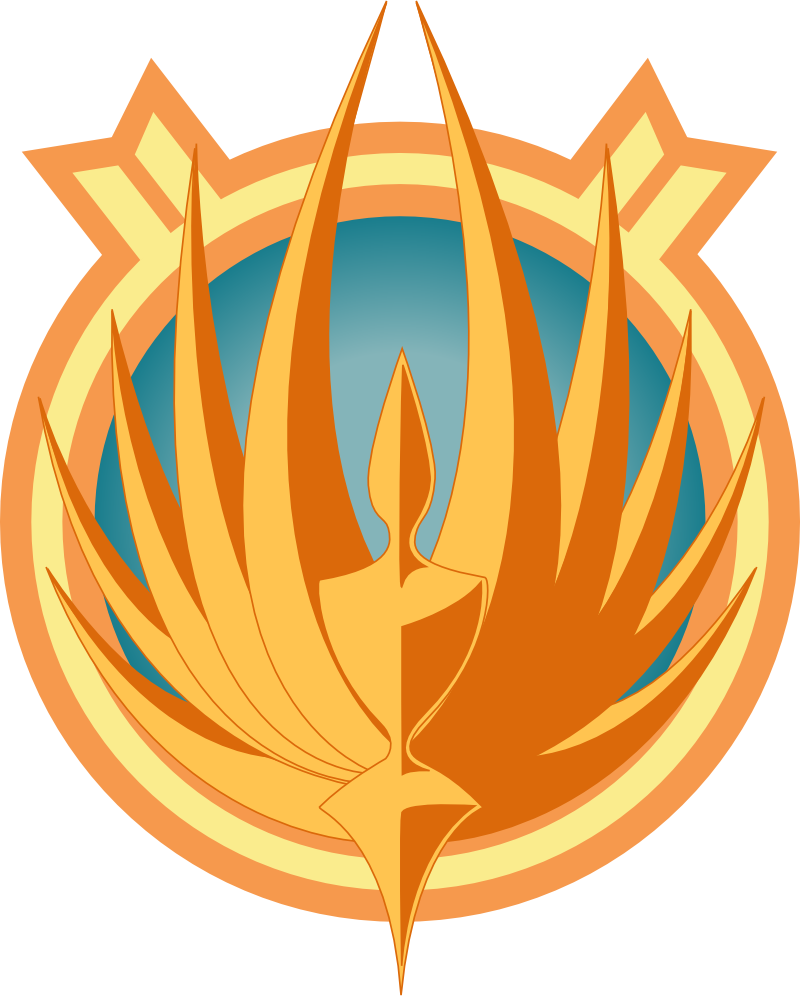
十二殖民地的印記

十二殖民地（Twelve Colonies），或稱人類十二殖民地（Twelve Colonies of Man ）、寇伯十二殖民地（Twelve Colonies of Kobol），是科幻影集星際大爭霸中的虛構國家，出現在星際大爭霸1978、星際大爭霸2005和凱布卡之中。是賽隆人的敵對國家。
十二殖民地是由源自寇伯（Kobol）的部落所建構而成的，而寇伯就是傳說中人類的起源之處。原本寇伯上有十三個部落，不過其中一個前去了名為地球的行星。十二殖民地的人民（在新影集中，至少有500億人）在新舊兩個版本中都幾乎被賽隆人屠殺殆盡。只有不到50000個人活下來，在一個由戰星銀河號所保護的民間船團中求生。十二殖民地是以黃道十二宮的星座命名的。

## 所在地與名稱
在原版的影集中，十二個部落分別在虛構的喜瑞納斯（Cyrannus）銀河系中的十二顆不同行星上定居。新影集中並沒有說明他們在宇宙中的位置，不過執行製作人羅納德·D·摩爾曾說過所有的殖民地行星都在同一個恆星系統裡，就像舊系列裡描述的一樣一樣。這也在新系列的迷你影集中暗示了多次。
| 星座                  | 舊版名稱          | 新版名稱          |
| --------------------- | ----------------- | ----------------- |
| 寶瓶座（Aquarius）    | Aquaria           | Aquaria           |
| 白羊座（Aries）       | Aeries            | Aerilon           |
| 巨蟹座（Cancer）      | Orion             | Canceron          |
| 摩羯座（Capricorn）   | 凱布卡（Caprica） | 凱布卡（Caprica） |
| 雙子座（Gemini）      | Gemoni            | Gemenon           |
| 獅子座（Leo）         | Leonis            | Leonis            |
| 天秤座（Libra）       | Libris            | Libran            |
| 雙魚座（Pisces）      | Picon             | Picon             |
| 射手座（Sagittarius） | Sagitara          | Sagittaron        |
| 天蠍座（Scorpio）     | Scorpia           | Scorpia           |
| 金牛座（Taurus）      | Taura             | Tauron            |
| 處女座（Virgo）       | Virgon            | Virgon            |

### 舊影集殖民地的一些事項
- 因為巨蟹座的英文「Cancer」這個字有癌症的意思，當初在命名殖民地的時候並沒有使用這個字，而是被稱為奧利昂（Orion）。
- 在背叛殖民地之前，巴塔伯爵是其中一個殖民地的代表，不過他從來沒有透露過他來自何處。第一集的劇本中說他來自奧利昂，不過在正式拍製的時候並沒有這段劇情。在小說版中則說他是一個有錢的貨品商人，賽隆人第一個找上他，尋求和平。他的「伯爵」稱謂是自己加上去的。但這些資訊不在電視影集中被承認。
- 在電視影集中，殖民地各自有各自的語言。例如在舊影集中，傑蒙尼語（Gemonese）出現在許多場景裡。（在 Terra arc 中，據說泰拉（Terra）在傑蒙尼語裡指的是地球）
- 在舊系列的試播和小說中，艾達瑪曾說過薩吉塔拉星（Sagitara）有「殖民地裡最好的防禦系統」（"the best defence systems in the Colonies"）。
- 在小說版中有幾個殖民地被提及：維貢（Virgon）、薩吉塔拉（Sagitara）、凱布卡（Caprica）、史苟皮亞（Scorpia）、塔拉（Taura）、派希拉（Piscera）和傑蒙尼（Gemoni）。此外提及了一個叫做亞里亞納（Aeriana）的行星，但在影集的「The Long Patrol」中，它被念作亞里斯（Aeries）
- 在「Experiment in Terra」一集裡刪除的一幕場景中，阿波羅提到薩吉塔里亞（Sagitaria），雖然它應該（而且在其他集中也是）叫做薩吉塔拉（Sagitara）。
- 在「The Magnificent Warriors」一集中，奧里昂被提到了幾次，而且該集中稱奧里昂並非十二殖民地的一員，而是一顆鄰近的行星。
- 在「The Young Lords」對應的小說內容中提到了阿奎拉斯（Aquarus）、史苟皮亞（Scorpia）和維貢（Virgon ）。

### 新影集殖民地的一些事項
- 所有的殖民地都講同一種語言，但有明顯的口音和方言區別。至少有一種古老的語言：古傑門農語（Old Gemenese），該語曾被殖民地的坎德拉‧蕭（Kendra Shaw）中尉提及。巴塔曾說波妹（布瑪）有艾利隆（Aerilon）的口音。在凱布卡的視播影集中，塔隆星（Tauron）的人說一種類似古希臘語的語言。
- 傑門農星（Gemenon）的人深深的信仰宗教，並相信經文的文字。他們痛恨墮胎，不過殖民地法律允許那樣做。
- 薩吉塔隆星（Sagittaron）是殖民地中一個被忽略的而且被剝奪法律權利的一員，它的人民被壓迫了好幾個世紀（原因來自外部或內部的獨裁者不得而知）。他們不相信現代醫學，靠傳統療法和禱告治療疾病。
- 傑門農、薩加塔隆和艾利隆被視為貧窮的殖民地，大部分的居民都從事艱苦的藍領階級工作，而凱布卡（Caprica）、塔隆（Tauron）和維貢（Virgon）則是精英和受過教育的人住的地方，多半從事白領階級的行政和專業工作。凱布卡是十二殖民地的首都，都市規模相當的大，而凱布卡人對宗教的嗤之以鼻更與傑門農和薩吉塔隆人嚴肅的宗教態度形成對比。

- 艾利隆星主要是一個農業殖民地，並被蓋斯·巴塔稱為十二殖民地的「食物籃」（foodbasket）。當描述巴塔的「原生」口音時，詹姆斯·柯利斯（James Callis）採用了約克夏口音（Yorkshire accent），因為講這口音是美國人對來自勞動階級的人的刻板印象，因此相當符合這個試圖掩飾自己來自農業行星的角色。

- 在凱布卡電視影集中，約瑟夫‧艾達瑪（Joseph Adama）說塔隆上在也沒有花生長了，同時這個殖民地面臨了內戰。它也是哈拉薩（Ha'la'tha）犯罪組織的家。塔隆人崇拜瑪爾斯神（Mars）。在賽隆戰爭前，凱布卡人以一種種族主義的角度看待塔隆人，曾有一個凱布卡政府部門私下說過「欺騙活在他們的DNA裡。」（"Deceit is in their DNA."）

- 在星際大爭霸；計劃中曾提到：里昂尼斯有平原，史苟皮亞有叢林，維貢森林環繞，利布蘭奉獻給殖民地司法機構，塔隆有牧場，派空和阿奎利亞有大海，而坎瑟隆以海灘著稱（Leonis has plains, Scorpia has jungles, Virgon is forested, Libran is dedicated to the Colonial judiciary, Tauron has pastures, both Picon and Aquaria are largely covered in water, and Canceron is known for its beaches.）。該影集並沒有提到薩吉塔隆，而星際大爭霸2005中提到傑門農的神殿，助長了該星上強大的宗教力量。

## 地理位置的矛盾
執行製作人隆摩爾說過在舊影集中十二殖民地位在同一個恆星系統上（這在舊影集是一個共識）。
在2003年的星際大爭霸電子遊戲中（正好在新影集上映前發行），十二殖民地同在一個名為喜瑞納斯的恆星系統（star system），但是在舊影集的「The Long Patrol」中史巴克中尉提到的喜瑞納斯是一個銀河系（galaxy）而非恆星系統。雖然影片中的科幻成分顯示出他們的時代，但是有許多術語在使用時是相當含糊不清而自相矛盾的。顯然編劇不怎麼清楚太陽（恆星）系統（solar system）和銀河系統的差別，儘管恆星系統（star system）也能指一群相當靠近彼此的恆星就是了。總之，「喜瑞納斯」這個名字之後再也沒有出現過了，新影集裡從來沒有提到它。
在舊系列中，十二殖民地顯然存在於一個雙星恆星系統中，並且可以區分為「內殖民地」（Inner）和「外殖民地」（Outer）。內殖民地的繞著首要的那顆恆星運行，而外殖民地繞著另一顆公轉，不過自舊影集裡僅有的一點資訊判斷，兩顆恆星的恆星光譜應該都是 G2（所以他們應該大小相似）。內殖民地──包括維貢、薩吉塔拉和凱布卡──是先被攻擊的，而當銀河號抵達時，賽隆人已經開始對外殖民地發動攻擊。
在舊系列的小說版中，十二殖民地被稱為「三星的十二殖民地」（"The Twelve Colonies of the Three Suns"）。

## 殖民地政府

### 舊影集
「法定的十二人」（Quorum of the Twelve），或叫做「十二殖民地議會」（Council of the Twelve），是統治十二殖民地的最高政府組織。議會由十二人組成，每個人代表一個殖民地。議會有一個總統（President）作為發言和代表的角色。同時也有一名軍隊總司令（Commander in Chief）統率軍隊。除非殖民地進入戒嚴，殖民地將由總統和平民組成的政府領導。在艾達總統（President Adar）和全體議會議員被賽隆人殺死後，殖民地剩餘的居民在艾達瑪指揮官（Commander Adama）的戰星銀河號的保護下繼續求生，艾達瑪也是殖民地議會僅存的最後一人，並宣布了戒嚴。巴塔伯爵（Count Baltar）也曾是議會的一員，他因為背叛議會的行為而逃過賽隆人的攻擊，也因此被剩餘的人剝奪了職權。殖民地議會有權宣布解除戒嚴，但是自從在「rag-tag fleet」上以失敗收場的公民政府重建運動後，這件事就沒人想嘗試了。
殖民地的法律裡沒有死刑，就算叛國罪也不會被處死，最嚴重的刑罰是無期徒刑。在犯罪訴訟案中出席的司法人員包括「反對者」（Opposers）（檢察官）和「支持者」（Advocates）（律師）

#### 殖民地軍隊
殖民地軍隊分為以下三個軍種：
- 殖民地艦隊是對抗賽隆入侵的第一線部隊，主力由戰星星際戰艦和毒蛇機組成，並能靠人類的智慧擊敗賽隆人的數量優勢，逼迫賽隆人作困獸之鬥。艦隊士兵以他們的英勇作戰和戰績聞名於殖民地內外，並分成以下幾大種：
  - 星艦軍官，例如艾達瑪指揮官和泰上校，星艦士官身穿藍色制服。
  - 星艦工作組員，身穿淺棕色連身工作服。
  - 殖民地戰士，包含毒蛇機駕駛和殖民地的地面部隊，身穿淺棕色制服和深棕色制服夾克，這些制服經過特殊設計，可以在毒蛇機發射的時候保護他們不受G力影響而昏厥。
- 殖民地陸戰隊
- 殖民地安全部隊由警察部隊中挑選出來，身穿黑衣，並且由殖民地議會直接控制。他們顯然同時兼任民間警察和憲兵的角色，有一個綽號叫「黑上衣」〈"blackshirts"〉。在安全部隊和殖民地戰士之間似乎有一些敵視情結，特別是當安全部隊試圖強迫殖民地戰士接受殖民地議會被戰士們認為過度荒唐和天真的命令時。此外，他們使用相同的手槍。[4]

### 新影集
在星際大爭霸2005中，殖民地政府和以前的那個有所不同。它正式的名稱是「寇伯殖民地合眾國」〈United Colonies of Kobol〉，政府依據「殖民地憲法」（Articles of Colonization）建立，最高政府設有總統和內閣〈包含國防部長和教育部長〉，每一個部門都有一名部長。這個內閣政府和現實世界相較之下更為龐大，其中教育部長在總統無法視事時的繼承順位是第43，而在真實世界中的美國政府，最低順位僅到第18。這個政府的法律裡有死刑，叛國罪的刑罰包括直接把犯人發射到太空裡。一名死刑犯在劇中就被蘿拉‧洛斯林總統以此方法處決，在湯姆‧柴瑞克短暫的任期上，他也做過這種事。軍方處決犯人的方式則是槍決。地方的殖民地政府包含了一個行星市長的職位，艾達總統在選上總統前就曾擔任市長。由一些神職人員的存在（例如第一季和第二季的艾拉夏牧師（Elosha））可以推知殖民地政府可能有某種宗教信仰。在羅納德‧摩爾的星際大爭霸部落格中，他指出殖民地政府有一個更大的、尚未命名的代表體（可能類似「Lay Down Your Burdens」之三裡面提到的人民議會（People's Council）），還有一個獨立的司法體系，和一個有諮詢功能的宗教體系。
在新影集中也有一個殖民地議會（臨時議會在開始逃亡後一個月組成），但是它的結構和目的和舊影集的不同。議會最初由十二殖民地所選出的法人代表組成，會議由總統主持，在議會投票平手時他可以做出決定（每個殖民地都有一票），而後期議會改由現存的艦隊中選出法人代表組成。殖民地議會的功能包括提名副總統，不過副總統一職是常設的或緊急情況下的行為則不得而知。議會的議員可以競選副總統一職，可是一旦當選就必須辭去議會的工作。鑑於十二殖民地在賽隆攻擊的幾十年前都一直是多個獨立國家，隆‧摩爾表示殖民地議會的制度混合了美國參議院和聯合國安全理事會，並能透過不信任投票令總統除權。
新版影集的殖民地政府最大的不同源於賽隆人是被人類製造作為奴僕和士兵之用，影集的製作小組說賽隆人被用於十二殖民地「之間」的戰爭。從離開寇伯那時起到影集的時代已經過了2000年，不過在第一次賽隆戰爭間制定的殖民地憲法只有52歲，這法規又繼續使用了12年。證據來自各個殖民地有不同的政府和法律體系，例如：薩吉塔隆被一個腐敗的軍事獨裁政府統治，而薩吉塔隆法律允許服完刑的犯人重新取得公民權，意味著殖民地間並不是使用相同的法律。另一個例子是：根據傑門農的宗教法，孩童屬於父母的財產，而且墮胎是違法的。

#### 殖民地軍隊
殖民地軍隊可以分為以下兩個軍種：
- 殖民地艦隊，擁有約120艘戰星戰艦以及一些支援船艦。殖民地艦隊底下分成許多「戰星戰鬥群」（Battlestar Groups），像是銀河號的75戰星戰鬥群。一個戰鬥群可能由一艘戰星和多艘較小的支援船艦組成，包括毒蛇機和怪獸機中隊。殖民地艦隊的高級軍階體系混合了現有的美國海軍和海軍陸戰隊系統，由上而下分別是上將（Admiral）、指揮官（Commander）、上校（Colonel）、中校（Lieutenant Colonel）、少校（Major）、上尉（Captain）、中尉（Lieutenant）、初級中尉（Lieutenant, J(unior) G(rade)）、少尉（Ensign）。士官和士兵也有一套混合的軍階制度，由上而下是一級軍士長（Master Chief Petty Officer）、軍士長（Chief Petty Officer）、上士（Petty Officer First Class）、中士（Petty Officer Second Class）、下士（Specialist）、一般船員（Deckhand）、新兵（Recruit）。這個軍階系統由羅納德‧摩爾所創（他曾是海軍軍官候補生（Marine Option Midshipman））。
- 殖民地陸戰隊，是一個特化的、以船艦為基礎的地面武力，由殖民地艦隊搭載。陸戰隊的任務包括攻擊和維安任務，像是擊退登艦的敵軍或看守禁閉室，至於是否有專屬的殖民地軍隊負責行星地面作戰尚屬未知。陸戰隊的士官軍階制度和美國海軍陸戰隊的制度相同，不過高級軍官的制度如何也未曾說明過。在影集裡只有兩個陸戰隊軍官露臉過：一個在「Escape Velocity」一集出現的不知名尉官（lieutenant）和「Sacrifice」裡一個名為泰瑞‧布魯瑞爾（Terry Burrell）的尉官。

影集裡並沒有出現警察，艦隊和陸戰隊士兵必須擔任執法人員的角色。根據羅納德‧摩爾對「Kobol's Last Gleaming」一集發表的播客評論，讓那些總統安全部隊便衣打扮是為了和軍隊作出區別，而安全部隊是從倖存的警察裡挑選出來的。

## 外部連結
- Battlestar Wiki: The Twelve Colonies (TOS)
- Battlestar Wiki: The Twelve Colonies (RDM)